# Сивоконь, Алексей Николаевич
Алексей Николаевич Сивоконь (род. 7 сентября 1973 года) — казахстанский пауэрлифтер, внесён в Книгу рекордов Гиннеса

## Карьера
Алексей родился в посёлке Актау недалеко от Темиртау. Здесь в десятилетнем возрасте он начинает заниматься дзюдо. После трёх лет тренировки перешёл в тяжёлую атлетику, где его тренером стал А. А. Мартин. В 1988 году Алексей переехал в Темиртау, где начинает учиться в СПТУ на электромонтёра. Здесь его тренером становится Б. И. Шейко. Сивоконь выполняет нормативы мастера спорта, дважды завоёвывает бронзу на чемпионате СССР среди юношей, становится чемпионом ВС ВДФСО "Профсоюзы".
Но травма колена, полученная Алексеем на тренировке, заставляет Алексея прекратить занятия тяжёлой атлетикой. Б.И. Шейко предлагает ему перейти в пауэрлифтинг, где продолжает тренировать своего воспитанника. Именно в этом виде  к Алексею приходит мировая слава.

### 1990
На чемпионате СССР 1990 года Алексей становится четвёртым с суммой 490 кг. В том же году он становится победителем командного Кубка СССР и личного Кубка СССР.

### 1991
В 1991 году он становится вице-чемпионом СССР в категории до 67,5 кг с результатом 635 кг. 
В июне 1991 года Алексей принимает участие в юниорском чемпионате Европы в Амстердаме становится третьим в категории до 67,5 кг с результатом 645 кг. 
В сентябре 1991 года в Екатеринбурге Алексей побеждает на Кубке СССР.
А уже в ноябре 1991 года на чемпионате мира по версии IPF в Оребро Алексей завоёвывает серебро в категории до 67,5 кг. Его результат - 687,5 кг - стал мировым юниорским рекордом.

### 1992
В марте 1992 года Алексей стал чемпионом России в категории до 67,5 кг с суммой 675 кг. 
В августе 1992 года Алексей становится первым спортсменом в честь которого поднимается флаг суверенного Казахстана. Это происходит на чемпионате Азии в индийском Джамшедпуре, где Алексей стал победителем в категории до 67,5 кг с результатом 705 кг. При этом Алексей установил два рекорда Азии и мировой юниорский рекорд.

### 1993
На юниорском чемпионате мира 1993 года в канадском Гамильтоне установил три мировых юниорских рекорда и побеждает с суммой 747,5 кг. 
Он становился чемпионом мира в Йёнчёпинге с мировым юниорским рекордом 750 кг.

### 1994
В сентябре 1994 года Алексей Сивоконь становится вице-чемпионом Азии в Кесон-Сити.
В ноябре 1994 года стал чемпионом мира в Йоханнесбурге становится чемпионом в категории до 67,5 кг с мировым рекордом 765 кг. 
В декабре 1994 года побеждает на чемпионате мира по жиму лёжа в финском Ярвенпяа. Его результат 190 кг.

### 1997
На Всемирных играх 1997 года в Лахти (Финляндия) стал победителем в категории до 67,5 кг с результатом 795 кг.
А в ноябре 1997 года стал чемпионом мира в Праге с суммой 772,5 кг.
В декабре 1997 года с результатом 192 кг побеждает на чемпионате мира по жиму лёжа в канадском городе Людек.

### 1998
В апреле 1998 года в южнокорейском городе Самчхок становится чемпионом Азии. 
А в ноябре 1998 года в украинском городе Черкассы становится чемпионом мира.
В декабре 1998 года в немецком Амберге становится чемпионом мира по жиму лёжа.

### 1999
В апреле 1999 года в индийской столице в очередной раз становится чемпионом Азии. 
В ноябре 1999 года в итальянском городе Тренто становится чемпионом мира с суммой 807,5 кг.
В декабре 1999 года в финском Вааса становится чемпионом мира по жиму лёжа с результатом 205 кг.

### 2000
В мае 2000 года становится победителем чемпионата Азии в узбекском Зарафшане с рекордной суммой 810 кг. 
Уже через полгода на чемпионате мира в японском Акита обновляет рекорд мира до 830 кг и завоёвывает очередное золото мирового первенства. 
В декабре 2000 года в чешском Фридек-Мистеке побеждает на чемпионате мира по жиму лёжа с рекордным результатом 217,5 кг.

### 2001
На Всемирных играх 2001 года в Акита (Япония) стал победителем в лёгком весе с результатом 812,5 кг.
А на чемпионате мира в финском Соткамо в категории до 67,5 кг побеждает с суммой 815 кг.

### 2002
На чемпионате Азии в южнокорейском Тонхэ устанавливает фантастический рекорд - 852,5 кг, а также рекорд в жиме лёжа - 225 кг.

### 2003
На чемпионате Азии в казахстанской Алма-Ате побеждает с результатом 760 кг.
В декабре 2003 года в словацком Тренчине становится чемпионом мира по жиму лёжа с результатом 207,5 кг.

### 2004
В декабре 2004 года в американском Кливленде побеждает на чемпионате мира по жиму лёжа с результатом 210 кг.

### 2005
В декабре 2005 года в шведском Стокгольме на чемпионате мира по жиму лёжа при результате 220 кг оказывается лишь третьим.

### 2007
В 2007 году выступал на чемпионате мира по пауэрлифтингу по версии WPC в российском Тольятти, где становится чемпионом мира в жиме лёжа с рекордным результатом 237,5 кг.

### 2017
В настоящее время проживает в городе Алматы и является тренером в тренажерном зале "Банзай"

## Спортивные разряды
- Заслуженный мастер спорта Республики Казахстан (пауэрлифтинг)
- Мастер спорта СССР международного класса (пауэрлифтинг)
- Мастер спорта СССР (тяжёлая атлетика)

## Образование и карьера
После окончания Карагандинского университета А.Н. Сивоконь получил диплом по физической культуре, работает профессиональным тренером и инструктором в атлетическом зале. Воспитал двух чемпионов Азии среди юниоров — Александра Курамшина и Дмитрия Лапикова.

## Награды
Награждён юбилейной медалью к 10-летию Дня Независимости РК, юбилейной медалью к 10-летию Конституции РК, медалью «Ерен енбегиушин» .